# Johan Lönnroth
Johan Magnus Lönnroth, född 25 december 1937 i Vasa församling i Göteborg, är en svensk politiker (vänsterpartist) och nationalekonom. Lönnroth var riksdagsledamot 1991–2003 och vice partiordförande för Vänsterpartiet 1993–2003.

## Biografi
Lönnroth var initiativtagare till och ledde under en period Vägval Vänster. Han har en filosofie licentiat-examen i matematik och har varit docent i nationalekonomi vid Göteborgs universitet. Han pensionerade sig i mitten av 00-talet, men har fortsatt med viss undervisning och publicering. Han var fram till 2010 också ordförande i Göteborgs Schackförbund.
Lönnroth är son till Erik Lönnroth och dotterson till Carl Lagercrantz samt bror till Lars Lönnroth och Louise Lönnroth. Han är vidare systerson till Olof Lagercrantz och Lis Asklund.

### Om Lönnroth
- Karlsson, Kenneth/Mueller, Anders (2017). Johan Lönnroth och det frihetliga spåret i svensk arbetarrörelse. Bokförlaget Korpen. ISBN 978-91-88383-29-7. Läst 7 november 2017